# Peter de Ridder

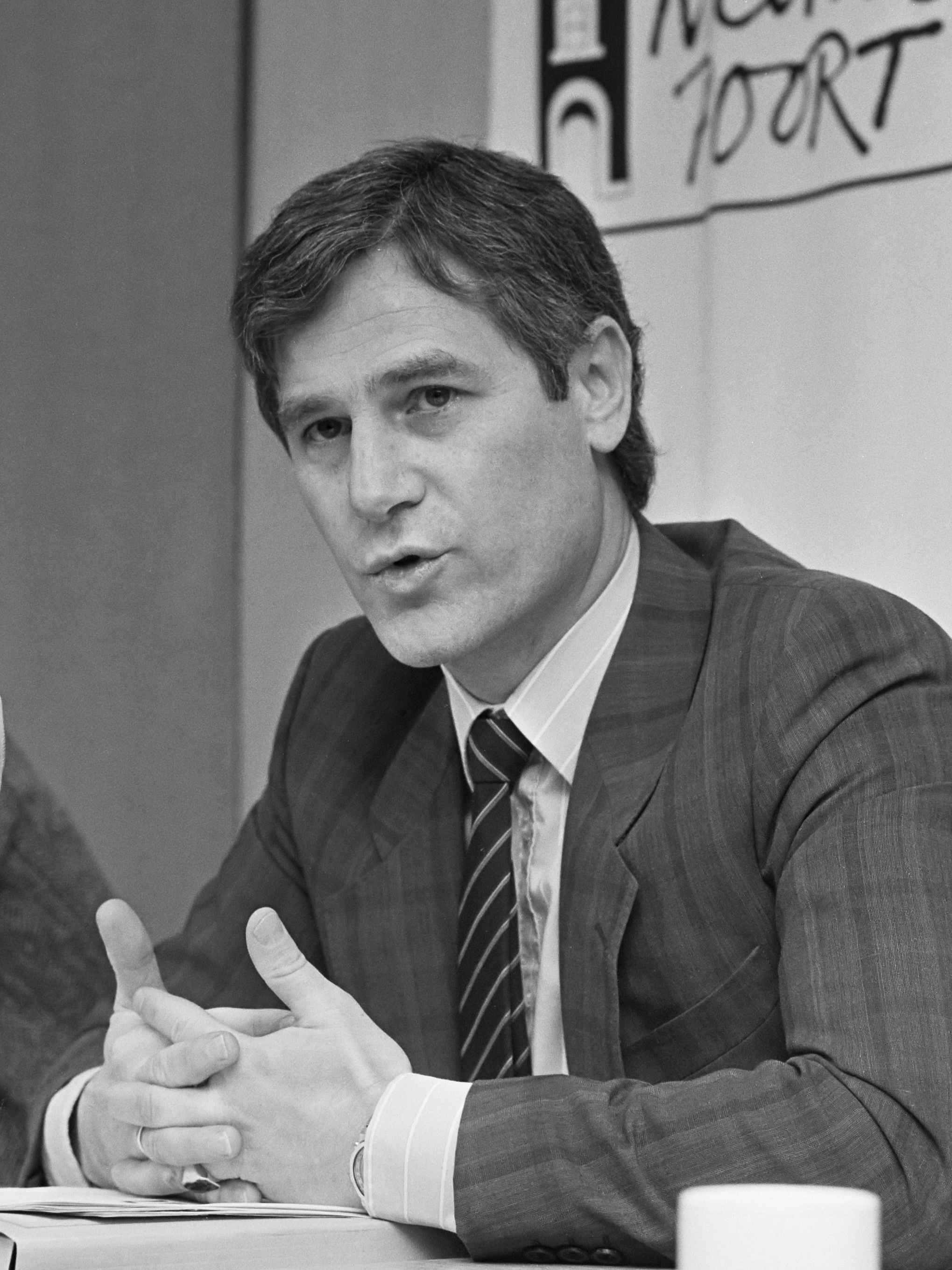

Peter de Ridder (La Haya, 18 de mayo de 1946) es hombre de negocios y regatista neerlandés. A pesar de ser un deportista amateur, ha logrado superar a profesionales de la vela mundialmente reconocidos, como Dean Barker y Russell Coutts.
Entre los títulos internacionales que ha alcanzado se encuentran la Copa Admiral de 1999, el Campeonato de Europa de One Ton Class de 1988 y 1997, el Campeonato de Europa de IMS en 1997 y el Campeonato de Mumm 30 en 2004 y 2005. Además fue subcampeón de Europa de Farr 40 en 2005, tercero en el Campeonato del Mundo de TP52 en 2007 y ganador del Circuito Breitling MedCup 2006, tanto en categoría absoluta como amateur.
Peter de Ridder es además fundador y patrón del equipo Mean Machine, y ha estado navegando a la cabeza de este exitoso equipo desde 1985.